# 2020 CD3
2020 CD3은 근지구 천체이자 지구의 일시적인 위성이다. 레몬산 서베이, 카탈리나 천체 탐사의 일부로서 천문학자 테오도르 프루이네와 카퍼 위어츠코스에 의해 2020년 2월 15일 레몬산 천문대에서 발견되었다. 이 소행성의 발견은 지구 주위의 궤도를 도는 것으로 관측이 최종 확인된 이후 2020년 2월 25일 소행성체 센터에 의해 발표되었다. 2006년 발견된 2006 RH120 이후 지구의 두 번째 임시 위성이다. 예비 궤도에 기반한 2020 CD3은 2016~2017년 지구에 붙은 것으로 추정되며 2020년 4월까지 지구 주위의 지구중심궤도에 남아있을 것으로 예측되었다.

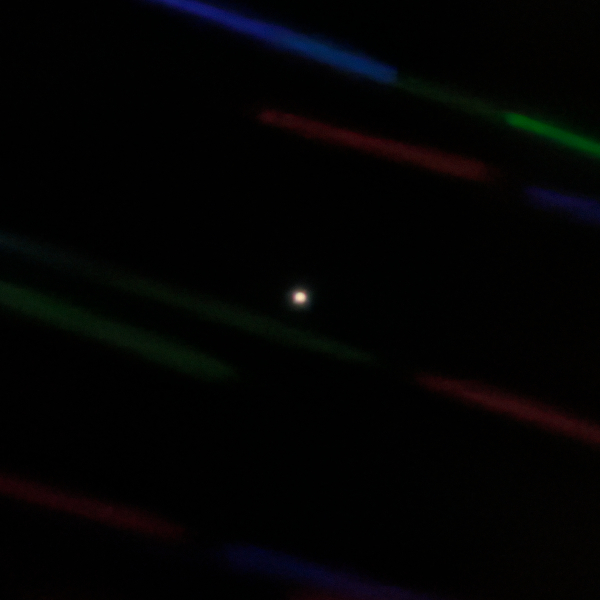

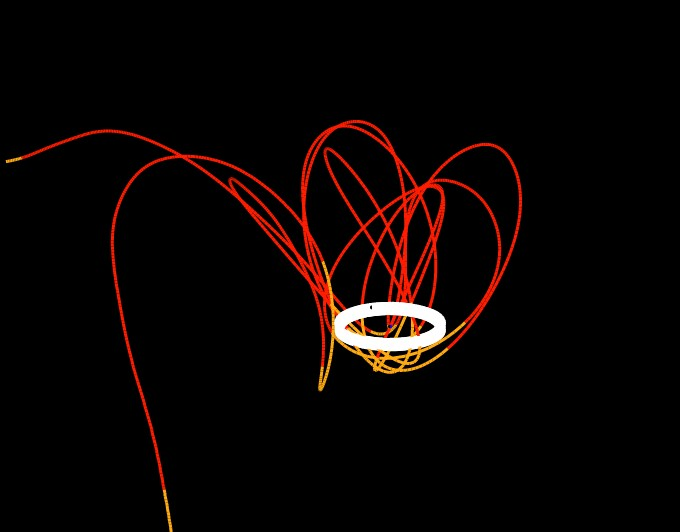
2020 CD3의 궤도

이 새로운 위성은 2020 CD3로 알려져 있으며, 관측과 시뮬레이션을 바탕으로 천문학자들은 이 위성이 약 3년 동안 지구 궤도를 돌고 있다고 믿고 있다. 2020년 CD3의 궤도는 난해하며 달처럼 매번 같은 방식으로 지구를 공전하지는 않는다. 대신, 그것은 모든 궤도에 있는 다른 궤적을 따라다니고, 뒤죽박죽된 실의 고리처럼 우주의 경로를 추적한다. 2020년형 CD3의 궤도는 지구의 중력만이 아니라 달의 궤도에도 영향을 받기 때문이다. 이 두 개의 거대한 천체는 경쟁적으로 2020 CD3을 끌고 다니며, 이로 인해 지구-문 거리 0.2~4.5의 어떤 것이든 다양한 거리에서 지구 주위를 순환하게 된다. 궤도 거리가 바뀐다는 것은 또한 새로운 달의 궤도 주기가 다양하다는 것을 의미하지만, 일반적으로 30일에서 47일 사이로 추정된다. 이 두 개의 경쟁하는 기관들은 또한 2020 CD3을 단지 우리 고향 행성의 방문객으로 만드는 것, 즉 'Temporary Captured Object' (TCO)이다. 올해 4월까지, 2020 CD3은 아마도 태양 주위를 도는 새로운 궤도에 우리 동네를 떠날 것으로 예상되며, 달은 다시 한번 우리 하늘을 장식하는 유일한 자연위성이 될 것이다.
이 새로운 달이 어떻게 생겼는지에 대해서는 밝혀지지 않았다. 천문학자들은 수시간과 수일에 걸쳐 천체들이 반사하는 햇빛을 세심하게 측정하여 천체의 크기와 형태, 구성을 계산한다. 물체의 밝기의 상대적인 변화는 그 크기와 모양을 알아내는 데 도움을 줄 수 있고, 다른 파장에 반사되는 빛의 양은 물체가 무엇으로 이루어져 있는지 우리에게 가르쳐 줄 수 있다. 그 발견 이후 2020년형 CD3는 우리로부터 멀어지고 있으며, 지금은 너무 희미해서 가장 큰 망원경만이 반사하는 빛을 감지할 수 있어 필요한 정보를 쌓는데 시간이 걸린다는 것을 의미한다. 지금까지 천문학자들은 2020년형 CD3가 버려진 로켓 부스터나 부서진 인공위성처럼 인간이 만든 물체가 아닐 가능성이 높다고 보고 있다. 그것은 충분히 빛나는 것처럼 보이지 않고 태양으로부터 오는 방사선 압력에 의해 마찰되지 않는다. 우리는 그러한 물체에 대해 예상한다. 물체의 반사율을 계량화하는 알베도아 수치의 전류 측정으로 판단하건대 2020년 CD3는 아마도 암석과 탄소성일 것이다. 만약 그렇다면, 그 새 달은 대략 작은 차 크기일 것이다. 하지만 천문학자들은 확실히 하기 위해 2020년 CD3를 좀더 자세히 연구해야 한다. 2017년 12월, YX205B9라는 물체가 21일에 한 번씩 지구 궤도를 돌고 있는 것이 매우 괴이한 궤도에서 발견되었다. 알고 보니 중국 창어 2호 달 탐사선의 버려진 부스터 무대였다.
2020 CD3의 절대등급은 대략 32이며 이는 크기가 매우 작음을 의미한다. 2020 CD3의 반사율이 어두운 탄소형 C형 소행성의 낮은 반사율 특징을 보이는 것으로 추정됨에 따라 지름은 대략 1.9–3.5 미터 (6–11 ft)로 추정된다. JPL 소천체 데이터베이스는 2020 CD3을 지구를 가로지르는 아폴로 소행성군으로 분류하지만 마이너 플래닛 센터는 2020 CD3를 지구의 궤도를 넘어서는 근지구 소행성의 아모르 소행성군의 일부로 간주한다.

## 같이 보기
- 2006 RH120
- 지구의 위성
- 준위성